# Triết khách quan
Triết khách quan là một khái niệm triết học về sự chân thực độc lập với tính chủ quan cá nhân gây ra bởi cảm xúc, nhận thức hoặc trí tưởng tượng. Một đề xuất hoặc một tuyên bố được coi là sự thật khách quan với điều kiện sự thật của nó được đáp ứng mà không có sự thiên  vị gây ra bởi một chủ thể hữu cảm.